# 銀泉郡
銀泉郡（：／ Ŭnchŏn gun */?），一譯銀川郡，是朝鮮民主主義人民共和國黃海南道東北部的一個郡，東隔載寧江與黃海北道相望，北隔大同江與南浦特別市相望。2008年人口95,597人。下分1邑、22里。
原為安岳郡一部分，1952年設郡。